# Wilkoząb dwubarwny
Wilkoząb dwubarwny (Lycodon striatus) – gatunek węża z rodziny połozowatych (Colubridae). Występuje w środkowej i południowej Azji na stepach, półpustyniach, suchych polach uprawnych czy w lasach wtórnych.

## Morfologia
WyglądCzarne lub czarnobrązowe ciało z poprzecznymi żółtymi pręgami i białym brzuchem.
Średnie wymiary
- Długość ciała – 45 cm.

## Tryb życia
Prowadzi nocny tryb życia. Zjada jaszczurki, inne węże i duże bezkręgowce. W okresie godowym samica składa 2–4 jaja.